# 中島千里
中島 千里（なかじま ちさと、3月10日 - ）は、日本の女性声優、女優。青二プロダクション所属。埼玉県大宮市（現：さいたま市）出身。

## 人物
上野学園短期大学音楽科声楽専攻卒業。
劇団いろはを経て青二塾1期生。青二プロダクションの附属養成所である青二塾（東京校）の出身者で最初に（第1期）青二プロダクションに正所属となった青二塾出身者の第1号でもある。現在も青二プロダクションに所属しており、青二塾出身の所属者としては最古参である。
音域はソプラノ。資格・免許は普通自動車免許。趣味はバラ栽培。特技は声楽、油絵（第40回美術協会純展新人賞受賞、第37回現代童画展新人賞受賞）。

## 出演
太字はメインキャラクター。

### テレビアニメ
1981年
- タイガーマスク二世（才賀美奈）
- ハロー!サンディベル
- まいっちんぐマチコ先生（サツキ）

1982年
- あさりちゃん（生徒）
- うる星やつら（1982年 - 1985年）
- The・かぼちゃワイン（女学生B、真弓、チアガール、太田良江、伊代）

1983年
- キン肉マン（1983年 - 1986年、二階堂マリ、エビ子、ギャル、子供A、マロン姫） - 1シリーズ+特別編1作品
- 銀河疾風サスライガー（レミステファン）
- タオタオ絵本館 世界動物物語（プルプル）
- プラレス3四郎（女生徒、女の子、受付嬢）
- ベムベムハンターこてんぐテン丸
- 魔法の天使クリィミーマミ
- みゆき（水森ゆうこ、女生徒、生徒B）

1984年
- コアラボーイコッキィ（ラーラ）
- 夢戦士ウイングマン（清美）
- チックンタックン

1985年
- 超獣機神ダンクーガ（看護婦）

1986年
- メイプルタウン物語（ジュディ〈初代〉）

1987年
- きまぐれオレンジ☆ロード（1987年 - 1988年、牛子、店員）
- 聖闘士星矢（1987年 - 1989年、エスメラルダ）

1988年
- シティーハンター2（麻衣子）
- ビックリマン（かぐや観音、探知坊）

1989年
- キテレツ大百科（みどり）
- 新ビックリマン（1989年 - 1990年、ミネルンバ）
- 魔法使いサリー（1989年版）（1989年 - 1991年、ルー、お花、ペッツイー、ユニゴン）

1990年
- もーれつア太郎（ミーナ）
- 私のあしながおじさん（女性）

1991年
- 緊急発進セイバーキッズ

1993年
- GS美神（美神のモガちゃん）

1994年
- ママレード・ボーイ（女子生徒A）

2000年
- 機巧奇傳ヒヲウ戦記（子供）

2001年
- スクライド（女）

2002年
- 機動戦士ガンダムSEED（管制官 / 女性管制官）
- 天使な小生意気（頼子、OL、女1、小学生、女子1、女子A、女子C、女生徒A、悪ガキ、ワルガキB）
- 名探偵コナン（2002年 - 2008年、主婦A、女性、愛甲奈央、小早川秀子）

2003年
- 高橋留美子劇場（主婦、先輩看護婦）
- 高橋留美子 人魚の森（老女、村の女）

2004年
- ブラック・ジャック（役員）

### OVA
- NORA（1985年、主婦）
- アイ・シティ（1986年、S2）
- キン肉マンの交通安全（1986年、マリさん）
- 夢次元ハンターファンドラ（1986年、ヘルキャッツ）
- スペース・ファンタジア 2001夜物語（1987年、エレン、男の子）
- バブルガムクライシス（1987年、ショウの母）
- きまぐれオレンジ☆ロード 白い恋人たち（1989年、牛子）
- ヤンキー烈風隊（1989年、赤坂ミチ）
- ダークキャット（1991年、病室の少女）

### 劇場アニメ
- ナイン（1983年、女生徒）
- キン肉マン 奪われたチャンピオンベルト（1984年、マリさん）
- キン肉マン 大暴れ!正義超人（1984年、マリさん）
- キン肉マン 正義超人vs古代超人（1985年、マリさん）
- キン肉マン 逆襲!宇宙かくれ超人（1985年、マリさん）
- キン肉マン 晴れ姿!正義超人（1985年、二階堂マリ）
- キン肉マン ニューヨーク危機一髪!（1986年、二階堂マリ）
- キン肉マン 正義超人vs戦士超人（1986年、マリさん）
- キムの十字架（1990年、ヨンスー）
- 魔法使いサリー（1990年、花の妖精）
- うしろの正面だあれ（1991年）

### ゲーム
- 卒業II 〜Neo Generation〜（1994年、安田舞奈）
- 卒業 Vacation（1997年、安田舞奈）
- ドラゴンナイト4（1997年、セイル）

### ドラマCD
- キン肉マンのザ・ヒット・パレード 超人の歌ベスト20（マリ）
- 卒業&卒業II 卒業ガールズ全員集合!（安田舞奈）

### 吹き替え

#### 映画
- 大丈夫日記 ※ビデオ版

#### ドラマ
- ジム・ヘンソンのストーリーテラー（子どもたち、召し使い2〈ドーン・アーチボールド〉）

#### 人形劇
- きかんしゃトーマス（パーシー、クララベル、子供たち、ブリジット、乗客〈女の人〉、スレート貨車）※フジテレビ版
  - 劇場版 きかんしゃトーマス 魔法の線路（パーシー）
- マペットめざせブロードウェイ!（リンダ・レヴィン）※CBS/FOXビデオ版

### テレビドラマ
- コメットさん 第2話「地球で一番美しいもの」（1978年、TBS / 国際放映）
- 燃えろアタック（1980年、ANB / 東映）- 八田のり子
- 獅子の時代（1980年、NHK）- 芸者

### 人形劇
- あつまれじゃんけんぽん（メイ先生、シーンちゃん）
- あいうえお（ねこのミーちゃん）
- うたって・ゴー（ガクちゃん）
- こどもちゃれんじ（しまじろう〈初代〉）
- はなまるキッズ ピーチTV（ピーチちゃん）

### その他コンテンツ
- MOTHRA ビデオパンフレット（VHSテープ） - ナレーター